# 민현홍
민현홍(1995년 8월 28일 ~ )은 대한민국의 축구 선수로, 포지션은 풀백이다.

## 클럽 경력
민현홍은 숭실대학교 축구부를 거쳐, K리그 챌린지 2017 시즌을 앞두고 신인 자유 선발로 수원 FC에 입단하였다.
2019년 전반기에 내셔널리그 목포시청 축구단으로 6개월간 임대되었다.
2019년 후반기에 내셔널리그 김해시청 축구단으로 6개월간 임대되었다.
2021시즌을 앞두고 김포 FC에 입단했다.